# I Want It All (bài hát trong High School Musical)
"I Want I All" là bài hát thứ hai được tung ra từ bộ phim High School Musical 3: Senior Year và là bài hát thứ ba theo thứ tự trong soundtrack của High School Musical 3: Senior Year. Bài hát được thể hiện bởi Ashley Tisdale và Lucas Grabeel trong vai Sharpay Evans và Ryan Evans. Bài hát được ra mắt trên Radio Disney vào ngày 15 tháng 8 năm 2008

## Sử dụng trong phim
Bài hát cũng tương tự như bài "Stick Of The Status Quo" trong phần một, được quay tại nhà ăn tự phục vụ của trường East High. Bài hát giới thiệu "bản chất mới" của Sharpay và được mô tả khi Sharpay bước đi trên thảm đỏ và đang tưởng tượng là một ngôi sao điện ảnh và sân khấu. Ryan, em của Sharpay cũng tham gia vào bài hát.

## Danh sách bài hát
| STT | Nhan đề                                    | Thời lượng |
| --- | ------------------------------------------ | ---------- |
| 1.  | "I Want It All" (Phiên bản album)          | 4:37       |
| 2.  | "I Want It All" (Bản sửa đổi Radio Disney) | 3:40       |
| 3.  | "I Want It All" (Bản sửa đổi video)        | 1:31       |
| 4.  | "I Want It All" (phiên bản Lucas Grabeel)  | 0:50       |

## Bảng xếp hạng
| Bảng xếp hạng (2008)                          | Vị trí cao nhất |
| --------------------------------------------- | --------------- |
| Australian ARIA Singles Chart                 | 7               |
| Canadian Hot Digital Songs                    | 75              |
| U.S. Billboard Bubbling Under Hot 100 Singles | 13              |
| U.S. Billboard Hot 100 Singles Sales          | 3               |
| UK Singles Chart                              | 87              |